# صيفرية مجاريرية
صيفرية مجاريرية (الاسم العلمي: Flavobacterium defluvii) هي نوع من البكتيريا، سلبية الغرام، تتبع جنس صيفرية.